# 開始郵政
《開始郵政》（英語：Going Postal）是英國作家泰瑞·普萊契寫的第33本碟形世界系列小說，出版於2004年9月25日。跟以往碟形世界系列小說不同，《開始郵政》分成許多章節，這種方式以往只出現在童書跟碟形世界的科學（Science of Discworld）系列中。每章前面都有一段哲學梗概，類似維多利亞時代文學的小說，尤其是儒勒·凡爾納的作品。
這本書同時入圍星雲獎跟軌跡獎的最佳奇幻小說。 原本有機會入圍雨果獎，由於普萊契擔心得獎壓力會影響他參加世界科幻大會 的樂趣，所以選擇退出。

## 故事簡介
跟其他碟形世界系列作一樣，故事發生在強盛的城邦安卡‧摩波，背景參考過去到現在的紐約跟倫敦。主角Moist von Lipwig，因行騙無數而即將處以絞刑，貴族老大海夫拉克‧維提納利在絞刑台上做手腳而救了他。
維提納利在辦公室給Moist兩個選擇；擔任城裡郵政局長，管理經營不善的郵局，或直接走出大門，再也不會聽到維提納利這個人——由於後者即是直接邁向死亡，Moist只好接下郵政局長的工作。
脫逃失敗後，Moist的假釋官，陶偶(碟形世界)Mr. Pump帶他來到郵局。郵局已經幾十年沒有正常運作，還有大量尚未寄出的信件埋在鴿糞下。郵局裡只剩下兩名員工：年紀大的初階郵差Tolliver Groat跟助手Stanley Howler。維提納利正與Grand Trunk公司的董事會開會。該公司經營著被稱為clacks的信號塔。他提到公司掌控所有通訊後，服務品質卻大幅下滑。儘管董事會感到緊張，維提納利仍然無法跟董事長Reacher Gilt的溝通取得進展。
Moist試著恢復郵務， 他發現幾個月前幾名前任局長離奇死在郵局裡，還發現信件自己有生命，差點因此窒息而死。 
Moist將郵票傳入Ankh-Morpork，雇用陶偶送信而與Grand Trunk的Clacks產生競爭。他愛上了剽悍，煙不離手，捍衛陶偶權力的積極份子，Adora Belle Dearheart，故事結尾兩人正式交往。Dearheart是Clacks創始人Robert Dearheart的女兒，其他創始人從他手中騙走公司。因此她在Clacks的操作員間仍有熟人。
行事不擇手段的Clacks董事長 Reacher Gilt，派出banshee 殺手 (Mr Gryle)燒掉郵局來對付郵政局長。Banshee因為捲進機器中而死。Lipwig發下豪賭，他傳訊到Genua的速度比Grand Trunk公司快。 The Smoking Gnu，一群破解Clacks秘密的人擬定計畫，傳送某種訊息到clacks系統中，誘發錯誤並破壞機器，攔截訊息好讓Lipwig來得及傳送訊息。Lipwig阻止Gnu這麼做，他使用心理戰，讓Grand Trunk公司不用信號塔。最後計畫成功了。
Gilt迅速被逮捕後見到Patrician。他讓Gilt選擇工作或是離開房間，他選擇走出房間迎向死亡。

## 電視改編
英國Sky One電視公司將小說翻拍為兩集電視劇。 Terry Pratchett's Going Postal，2010年5月31日播放。

## 外部連結
1. ↑  . Worlds Without End.   [2009-09-28]. （原始内容存档于2018-06-18）.
2. ↑  Dave Langford. . 5 September 2005  [2010-10-02]. （原始内容存档于2014-07-21）.
3. ↑  .   [2010-10-02]. （原始内容存档于2021-03-08）.